# Campeonato do Reino Unido de Ciclismo Contrarrelógio
Os Campeonatos do Reino Unido de Ciclismo Contrarrelógio são organizados anualmente desde 1997, para determinar o campeão ciclista do Reino Unido de cada ano, na modalidade.
O título é outorgado ao vencedor de uma única prova, na modalidade de contrarrelógio individual. O vencedor obtêm o direito de usar a maillot com as cores da bandeira do Reino Unido até ao campeonato do ano seguinte, unicamente quando disputa provas contrarrelógio.

## Palmarés

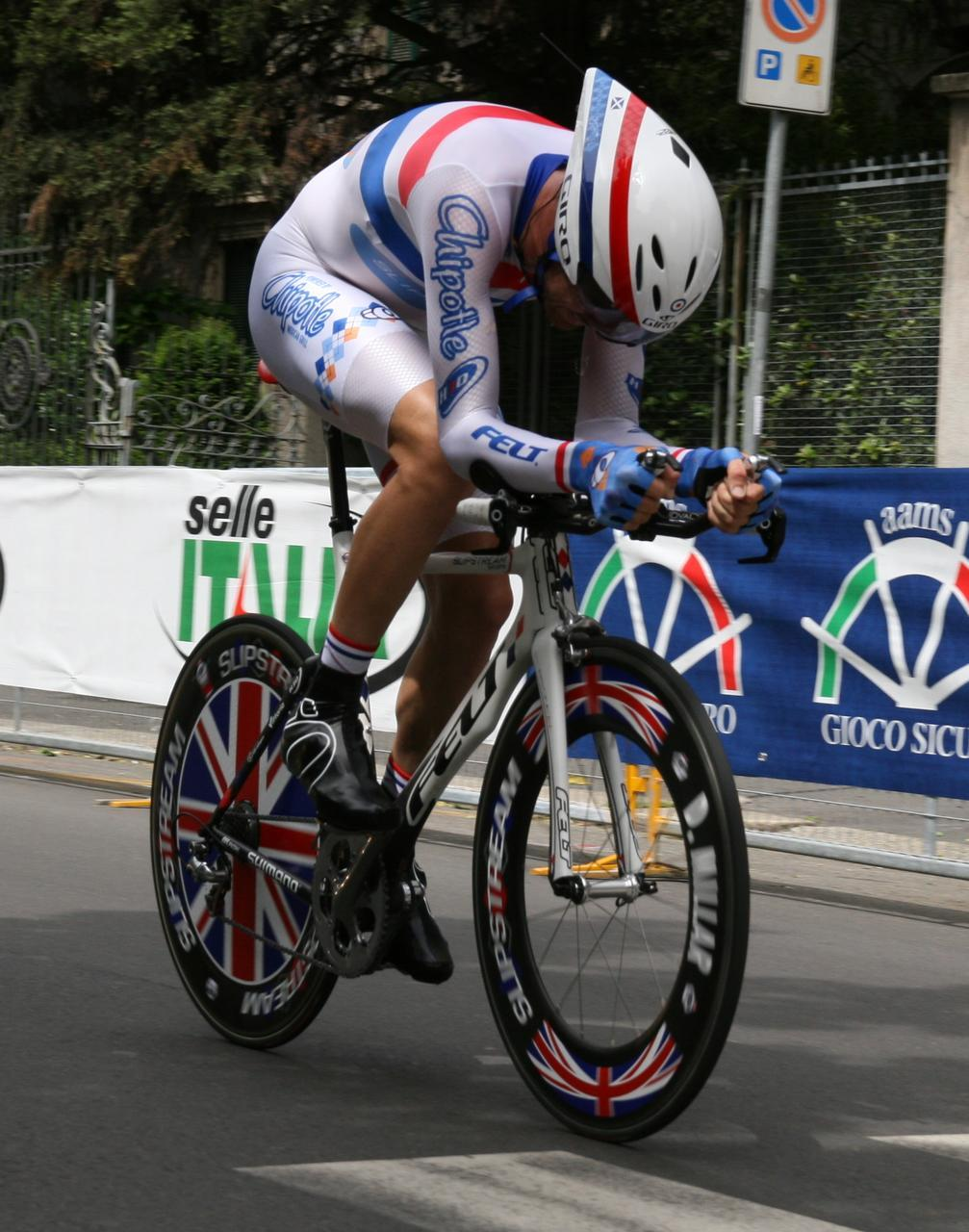
David Millar com a camisola de campeão do Reino Unido de Contrarrelógio no Giro d'Italia de 2008

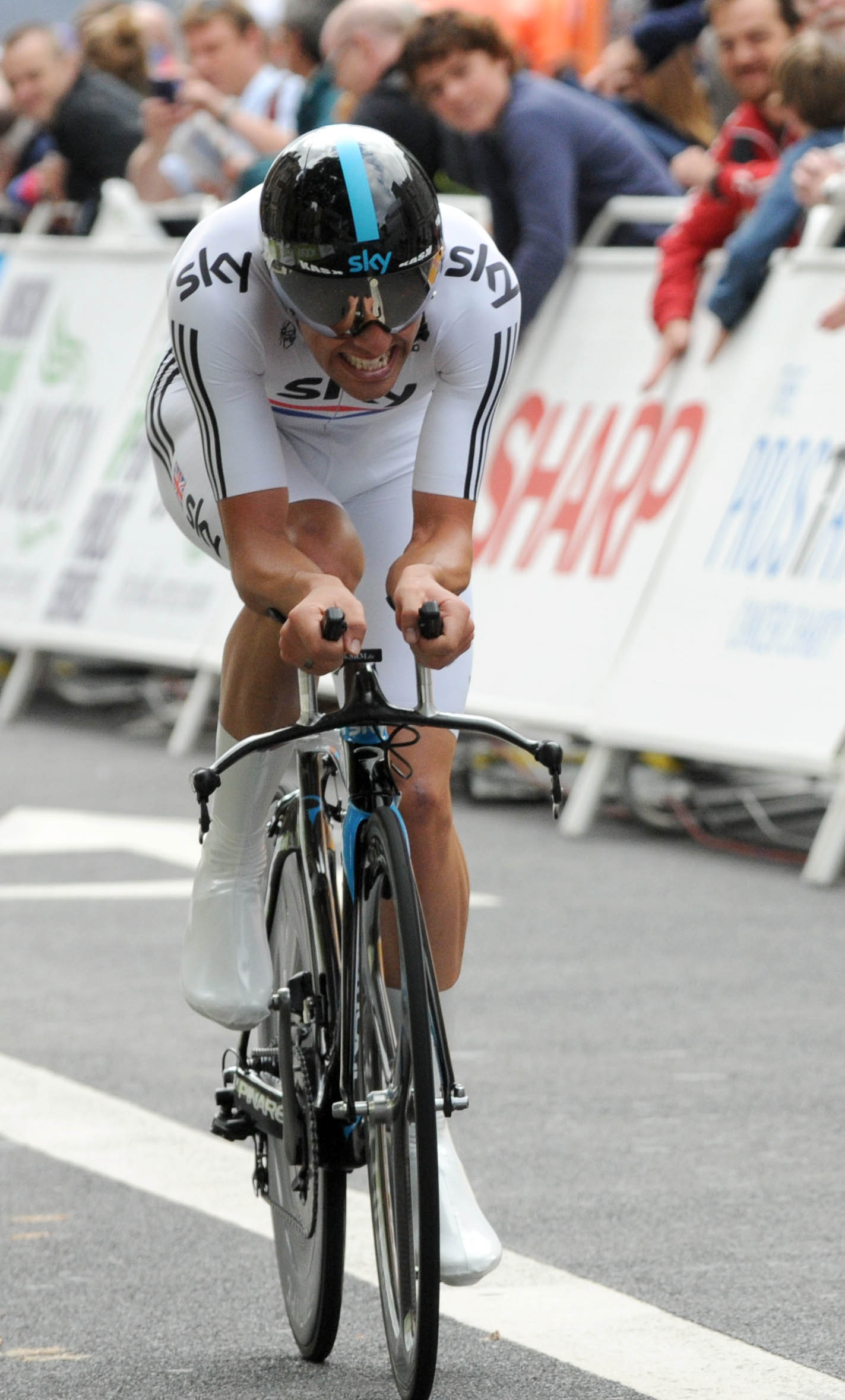
Alex Dowsett com a camisola de campeão do Reino Unido de Contrarrelógio na 8.ª etapa da Volta à Grã-Bretanha

| Ano  | Vencedor                                 | Segundo            | Terceiro           |
| 1997 | Graeme Obree                             | Stuart Dangerfield | Jonathan Clay      |
| 1998 | Stuart Dangerfield                       | David Millar       | Tim Buckle         |
| 1999 | Chris Newton                             | David Millar       | Stuart Dangerfield |
| 2000 | Chris Newton                             | Tim Buckle         | Matthew Bottril    |
| 2001 | Stuart Dangerfield                       | Michael Hutchinson | Julian Ramsbottom  |
| 2002 | Michael Hutchinson                       | Zak Carr           | Stuart Dangerfield |
| 2003 | Stuart Dangerfield                       | Julian Winn        | Kevin Dawson       |
| 2004 | Michael Hutchinson                       | Kevin Dawson       | Matthew Bottril    |
| 2005 | Stuart Dangerfield                       | Michael Hutchinson | Jonathan Dayus     |
| 2006 | Jason MacIntyre                          | Michael Hutchinson | Jonathan Dayus     |
| 2007 | David Millar                             | Chris Newton       | Michael Hutchinson |
| 2008 | Michael Hutchinson                       | Wouter Sybrandy    | Matthew Bottril    |
| 2009 | Bradley Wiggins                          | Michael Hutchinson | Chris Newton       |
| 2010 | Bradley Wiggins                          | Christopher Froome | Geraint Thomas     |
| 2011 | Alex Dowsett                             | Stephen Cummings   | Michael Hutchinson |
| 2012 | Alex Dowsett                             | Douglas Dewey      | Matt Clinton       |
| 2013 | Alex Dowsett                             | Matthew Bottrill   | Ben Swift          |
| 2014 | Bradley Wiggins                          | Geraint Thomas     | Alex Dowsett       |
| 2015 | Alex Dowsett                             | Edmund Bradbury    | Ryan Perry         |
| 2016 | Alex Dowsett                             | James Gullen       | Ryan Perry         |
| 2017 | Stephen Cummings                         | Alex Dowsett       | James Gullen       |
| 2018 | Geraint Thomas                           | Harry Tanfield     | Alex Dowsett       |
| 2019 | Alex Dowsett                             | John Archibald     | Steve Cummings     |
| 2020 | Cancelada devido à situacion do COVID-19 |                    |                    |
| 2021 | Ethan Hayter                             | Daniel Bigham      | James Shaw         |
| 2022 | Ethan Hayter                             | Daniel Bigham      | James Shaw         |

## Estatísticas

### Mais vitórias
| Ciclista           | Vitórias | Anos                                |
| ------------------ | -------- | ----------------------------------- |
| Alex Dowsett       | 6        | 2011, 2012, 2013, 2015, 2016 e 2019 |
| Stuart Dangerfield | 4        | 1998, 2001, 2003 e 2005             |
| Michael Hutchinson | 3        | 2002, 2004 e 2008                   |
| Bradley Wiggins    | 3        | 2009, 2010 e 2014                   |
| Chris Newton       | 2        | 1999 e 2000                         |
| Ethan Hayter       | 2        | 2021 e 2022                         |